# Kurierfreiheit
Kurierfreiheit (Freigabe der Heilkunde), in der Schweiz Freie Heiltätigkeit genannt, bezeichnet die (rechtliche) Möglichkeit, dass jeder unabhängig von seiner Ausbildung medizinische Behandlungen durchführt. Sie galt in Deutschland von 1869/1872 bis zum Erlass des Heilpraktikergesetzes im Jahr 1939.

## Deutschland
Seit der Zeit des Absolutismus waren verstärkt Medizinalordnungen erlassen worden, welche die Ausübung der Heilkunde regelten und teilweise starke Beschränkungen für Laienheilkundige enthielten („Kurierverbote“). Diese Kurierverbote wurden 1869 in den Mitgliedsstaaten des Norddeutschen Bundes aufgehoben, als dort eine gemeinsame Gewerbeordnung in Kraft trat. Allerdings wurde in dieser Ordnung keine Kurierfreiheit im positiven Sinne festgelegt. In § 6 wurde lediglich geregelt, dass das Gesetz keine Anwendung auf die Ausübung der Heilkunde finde. De facto hatte dies eine Kurierfreiheit zur Folge. Nach der Gründung des Deutschen Reiches übernahmen auch die anderen Bundesstaaten nach und nach die Gewerbeordnung des Norddeutschen Bundes, so dass zwischen 1869 und 1872 überall im Deutschen Reich die Kurierverbote aufgehoben wurden. Die Zahl der Laienheilkundigen stieg durch die neue Gesetzeslage erheblich: waren 1887 lediglich 1713 nichtapprobierte Heiler erfasst, waren es 1909 bereits 4414. Ein Höhepunkt war im Jahr 1933 mit 14.266 Laienheilkundigen erreicht. Die Regelung führte auch dazu, dass die akademisch ausgebildeten Ärzte gegenüber den Laienheilern benachteiligt wurden. Während Ärzte eine staatliche Prüfung ablegen mussten, um ihre Approbation zu erhalten, blieben die Laienheilkundigen davon verschont. Die Regierungen der Länder hatten sich gegen die Kurierfreiheit gesträubt, konnten sich aber im Reichstag nicht durchsetzen.
In der Dachorganisation der Ärztevereine, dem Ärztlichen Vereinsbund, gab es ab 1899 eine ständige Kurpfuscher-Kommission, die sich gegen die Kurierfreiheit wandte. 1903 wurde die Deutsche Gesellschaft zur Bekämpfung des Kurpfuschertums gegründet, die bis in die NS-Zeit Lobby-Arbeit gegen die Naturheilkunde, Impfgegner sowie die Homöopathie betrieb und auch Ausstellungen und Vorträge organisierte.

## Schweiz
In der Schweiz wird die Kurierfreiheit mit dem Begriff «Freie Heiltätigkeit» bezeichnet und kantonal geregelt.
Bereits 1871 hatte die Landsgemeinde des Schweizer Kantons Appenzell Ausserrhoden mit großem Mehr die Annahme eines Gesetzes beschlossen, welches die «freie Heiltätigkeit» für jedermann gestattete. Die Verfassung des Kantons Appenzell Ausserrhoden gewährleistet diese «freie Heiltätigkeit» auch heute noch (Artikel 48.6). Sie legt ferner fest, dass „der Kanton die öffentlichen und privaten Einrichtungen des Gesundheitswesens, die Gesundheitsberufe und das Heilmittelwesen beaufsichtigt“ (Artikel 48.5). Im Rahmen der «freien Heiltätigkeit» sowie des Heilmittelgesetzes des Bundes regelt die kantonale Fachstelle Heilmittelkontrolle den Bereich der Medikamenten-Herstellung und den Bereich der Medikamenten-Abgabe. Außerdem ist die Fachstelle Heilmittelkontrolle für die Prüfung und Zulassung von Naturärzten im Kanton zuständig. Der Sonderstatus der «freien Heiltätigkeit» führte dazu, dass der Kanton Appenzell A.Rh. – mit Schwerpunkt in Herisau und in Teufen – zum Kanton der Naturärzte, Dentisten und Naturheilmittelhersteller wurde.
Im Kanton Glarus wurde die Kurierfreiheit 1874 durch die Landsgemeinde eingeführt, aber bereits 1907 wieder aufgehoben. Die Durchführung des Verbots wurde flexibel gehandhabt und so wurden 1920 Übergangsbestimmungen hinzugefügt, wonach Personen, welche seit mehr als 10 Jahren den ärztlichen Beruf ausgeübt haben, vom Regierungsrat die Bewilligung zur weiteren Betätigung als Arzt erhalten konnten. 1963 schließlich hat die Glarner Landsgemeinde ein Gesundheitsgesetz angenommen, welches die Heiltätigkeit nur diplomierten Medizinalpersonen gestattet. Für die Abgabe von Heilmitteln sind die IKS-Listen maßgebend, sie können durch kantonale Listen abgeändert werden.
Im Kanton Baselland gilt eine Bewilligungspflicht für Naturärzte. Im Dezember 1947 wurde in einer Volksabstimmung mit schwachem Mehr ein Gesetz angenommen, welches die Zulassung von Naturärzten vom Bestehen einer Prüfung abhängig macht.